# Gröna cirkelserien
Gröna cirkelserien, skönlitterär bokserie utgiven av B. Wahlströms bokförlag.
| Volym | Titel                                          | Författare            | Utgivningsår |
| ----- | ---------------------------------------------- | --------------------- | ------------ |
| 1     | Grevinnan Dubarry: historisk roman             | H. de Vere Stacpoole  | 1946         |
| 2     | Jim, erövraren: äventyrsroman                  | Peter B. Kyne         | 1946         |
| 3     | Äventyrens dal: Nordlandsroman                 | William B. Mowery     | 1946         |
| 4     | Hjärtats längtan: fransk sederoman             | Guy de Maupassant     | 1946         |
| 5     | Norrut mot faran : äventyrsroman               | Tom Gill              | 1946         |
| 6     | Intermezzo i urskogen                          | Somerset Maugham      | 1946         |
| 7     | Mr Barnes från New York: Äventyrsroman         | Archibald C. Gunter   | 1946         |
| 8     | Öknens legion: Kärlek och äventyr              | Francis A. Waterhouse | 1946         |
| 9     | En kupp i natten: Spionageroman                | Sydney Parkman        | 1946         |
| 10    | En kvinna i Malakka: Roman från Orienten       | Francis de Choisset   | 1946         |
| 11    | Det jäser i Virginien: historisk äventyrsroman | Mary Johnston         | 1946         |
| 12    | Högt spel i Kairo: Spionageroman               | Robert Mason          | 1947         |
| 13    | Åtta dagar: nutidsroman                        | Jeffery E. Jeffery    | 1947         |
| 14    | Fallet Ponson. Detektivroman                   | F. Wills Crofts       | 1947         |
| 15    | Signor Babani blir professor                   | Gösta Segercrantz     | 1947         |